# Valtorps församling
Valtorps församling var en församling i Skara stift och i Falköpings kommun. Församlingen uppgick 2006 i Hornborga församling. 

## Administrativ historik
Församlingen har medeltida ursprung. 
Församlingen var åtminstone från omkring 1500 till 1 maj 1920 annexförsamling i pastoratet Segerstad, Valtorp och Håkantorp. Från 1 maj 1920 till 2006 var den annexförsamling i pastorat med Stenstorps församling som moderförsamling. Församlingen uppgick 2006 i Hornborga församling.

## Kyrkor
- Valtorps kyrka